# أستراليا المفتوحة 2012
هنا قائمة الفائزين ببطولة أستراليا المفتوحة لسنة 2012:

## الأبطال

### فردي رجال
نوفاك دجوكوفيتش هزم.  رافاييل نادال, 5–7, 6–4, 6–2, 6–7(5–7), 7–5

### فردي سيدات
فيكتوريا أزارينكا هزمت.  ماريا شارابوفا, 6–3, 6–0

### زوجي رجال
ليندر بايس /  راديك ستيبانيك هزما.  بوب براين /  مايك براين, 7–6(7–1), 6–2

### زوجي سيدات
سفيتلانا كوزنيتسوفا /  فيرا زفوناريفا هزمتا.  سارة إيراني /  روبيرتا فينشي, 5–7, 6–4, 6–3

### زوجي مختلط
باثاني ماتيك ساندس /  هوريا تيكاو هزما.
 ايلينا فيسنينا /  ليندر بايس, 6–3, 5–7, [10–3]